# Escatología islámica
La escatología islámica se refiere a la parte de la teología islámica que se centra en la vida después de la muerte y el fin del mundo, con especial énfasis en el Corán en la inevitabilidad de la resurrección, el Juicio Final y la división eterna de los justos y los malvados, que tendrán lugar en el Día de la Resurrección. También conocido como el Día del Juicio, se caracteriza por la aniquilación de toda vida, a la que seguirá la resurrección y el juicio de Dios. En numerosos versículos del Corán se menciona el Juicio Final.
Los hadices describen varios eventos que han de ocurrir antes del Día del Juicio, eventos que son descritos como señales menores y mayores. Durante este período, una terrible corrupción y caos gobernarán la tierra, causados por el Masih ad-Dajjal (figura similar al Anticristo del cristianismo). Luego aparecerá el Profeta Isa (Jesús), quien derrotará al Dajjal y dará inicio a un período de paz, liberando al mundo de la crueldad. Estos eventos serán seguidos por una época de serenidad en que la gente vivirá de acuerdo con los valores religiosos.
La literatura apocalíptica islámica sobre el Armagedón se conoce a menudo como fitna, Al-Malhama Al-Kubra (La gran epopeya) o ghaybah en el Islam chiita. Los justos serán recompensados con los placeres del Yanna (Paraíso), mientras que los injustos serán castigados en el Yahannam (Infierno).
Una encuesta de la Pew Research de 2012 encontró que 50% o más de los encuestados en varios países de mayoría musulmana (Turquía, Malasia, Afganistán, Pakistán, Irak, Túnez, Líbano, Marruecos) esperaban que el Mahdi regresará durante el transcurso de sus vidas.

Diagrama de la "Llanura de asamblea" (Ard al-Hashr) en el Día del Juicio, tomado del manuscrito autógrafo Futuhat al-Makkiyya escrito por el místico y filósofo sufí Ibn Arabi, ca. 1238. Se muestran el 'Arsh (Trono de Dios), púlpitos para los justos (al-Aminun), siete filas de ángeles, Gabriel (al-Ruh), A'raf (la Barrera), el Estanque de la Abundancia, al-Maqam al -Mahmud (la estación digna de alabanza; donde el profeta Mahoma se pondrá de pie para interceder por los fieles), Mizan (la Balanza), As-Sirāt (el Puente), Yahannam (Infierno) y Marj al- Yannat (Pradera del Paraíso).